# أحمد عبد الرحمن نصر
فريق طيار أحمد عبد الرحمن نصر (29 مارس 1934 – 15 فبراير 2020), شغل منصب قائد القوات الجوية المصرية من 7 أبريل 1990 إلى 7 أبريل 1996 وشارك في العدوان الثلاثي وحرب 1967 وحرب الاستنزاف وحرب أكتوبر وكان القائد الرئيسي لمعركة المنصورة الجوية وقائد اللواء الجوي 104 في قاعدة المنصورة الجوية وشغل منصب  وزير الطيران المدني من 1 مارس 2002 إلي 18 سبتمبر 2002.